# بكر أباد (ورزقان)
بكر أباد هي قرية في مقاطعة ورزقان، إيران. عدد سكان هذه القرية هو 605 في سنة 2006.